# Sejrherren
Sejrherren (originaltitel Romance Land) er en amerikansk stumfilm fra 1923 af Edward Sedgwick.

## Medvirkende
- Tom Mix som Hawkins
- Barbara Bedford som Nan Harvess
- Frank Brownlee som Hazen
- George Webb som Bill
- Pat Chrisman som White Eagle